# Alvis TC 108G
La Alvis TC 108G è un'autovettura prodotta dalla casa automobilistica britannica Alvis dal 1956 al 1958.

## Descrizione
Per sostituire la TC 21, la Alvis era in difficoltà a trovare un carrozziere per costruirne l'erede. I carrozzieri svizzeridella Graber avevano già prodotto alcune carrozzerie per la TC21, che erano molto più aggiornate di quelle standard costruite dalla Mulliners, storica carrozzeria della Alvis. Inoltre, quest'ultima, nel 1958 era entrata nell'orbita della Standard-Triumph. L'altro forniture di carrozzerie Tickford era stato acquistato nel 1955 da David Brown per costruirvi le scocche per la Aston Martin e la Lagonda.

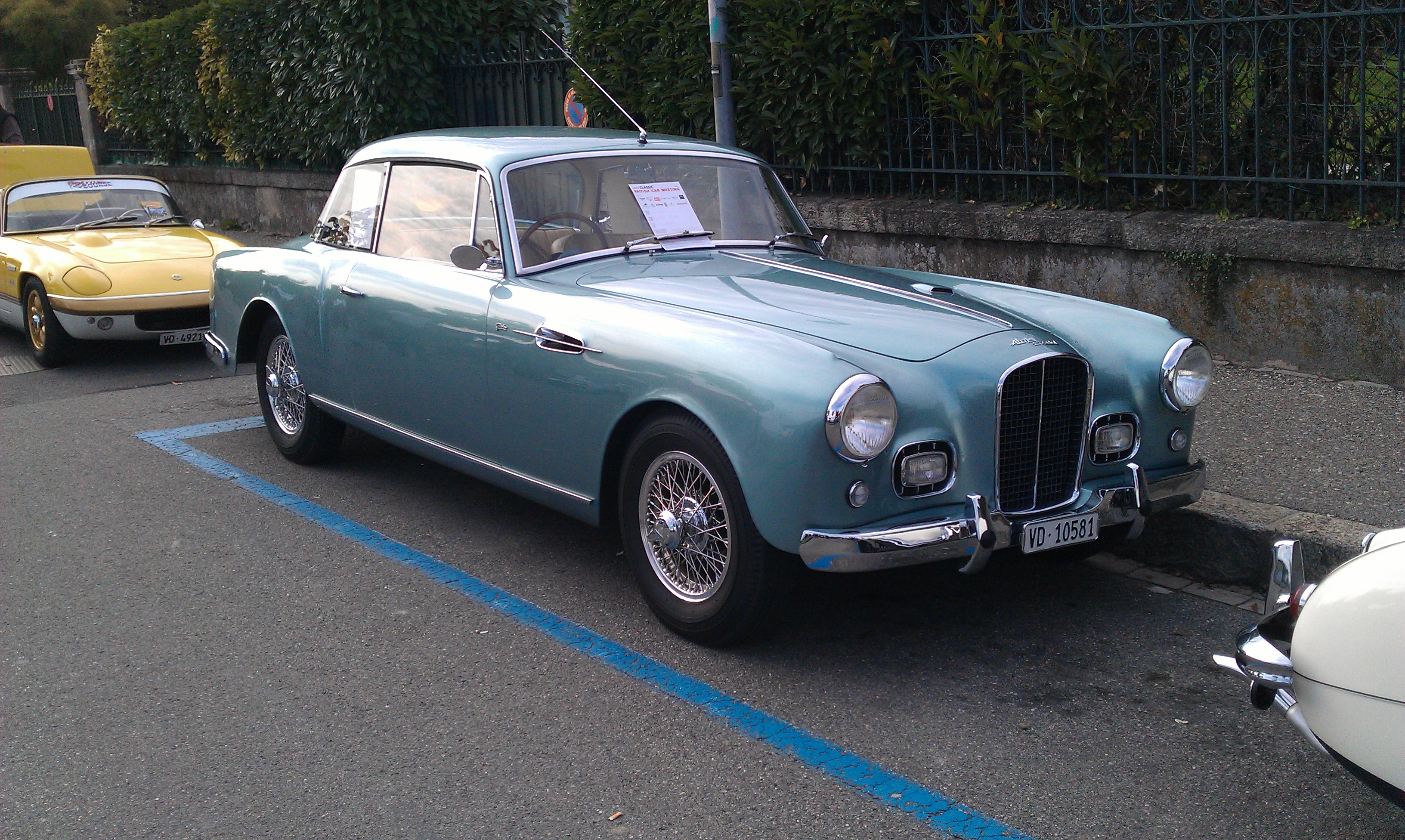
Una Graber TC 108 Graber

La produzione della carrozzeria della vettura venne affidata al costruttore di autobus Willowbrook di Loughborough. La TC 108G era disponibile nelle versioni berlina due porte e cabriolet due porte. In seguito la produzione fu affidata anche alla Graber, che ne modificò leggermente la linea. 
Il motore in linea a sei cilindri da 2.993 cm³ di cilindrata, rispetto a quello della TC 21, fu leggermente potenziato e modificato nella testata, montando due carburatori SU e arrivando ad erogare 104 CV di potenza a 4.000 giri/min. Vennero mantenute le sospensioni della TC 21, indipendenti con molle elicoidali nell'avantreno e a balestra semiellittica nel retrotreno.
La costruzione presso la Willowbrook si rivelò troppo onerosa, così l'accordo fu concluso e Alvis stipulò un nuovo contratto con la Park Ward. La nuova vettura venne chiamata Alvis TD 21 ed entrò in produzione nell'ottobre del 1958 come sostituta della TC 108G.